# El musulmán divertido
El musulmán divertido (Le Musulman rigolo) es una película muda cómica de la productora francesa Star Film del año 1897, dirigida y producida por Georges Méliès. Se encuentra numerada como la 94 en sus catálogos y fue anunciada como una "escena cómica".
La película fue filmada afuera en el jardín de la propiedad de Méliès en Montreuil, Seine-Saint-Denis, con un paisaje pintado. Méliès interpretó al musulmán. El musulmán divertido con su supuesto musulmán argelino, es la primera película conocida sobre un tema musulmán en la historia del cine.
La película actualmente se presume perdida.